# Okres Bruntál

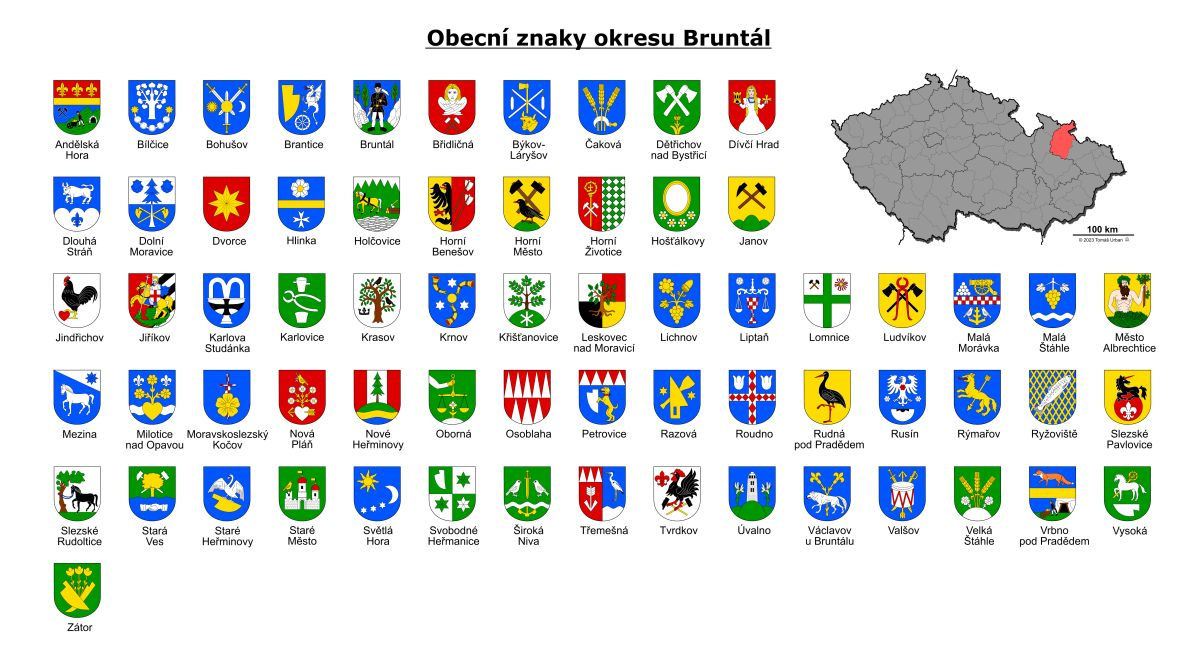
Přehled obecních znaků okresu Bruntál

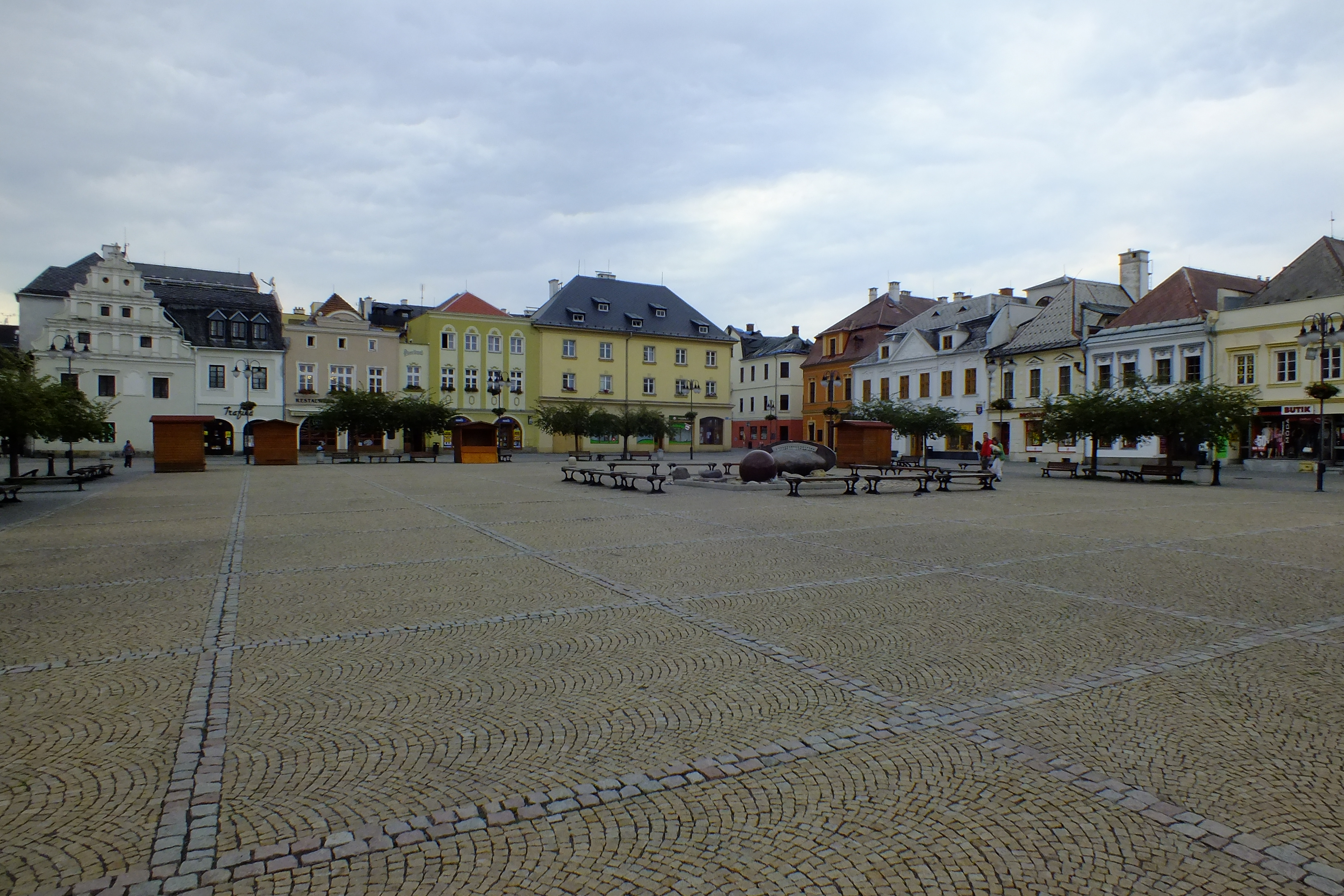
Centrum okresního města

Okres Bruntál je okres v Moravskoslezském kraji. Jeho dřívějším sídlem bylo město Bruntál.
Rozkládá se na severní Moravě a ve Slezsku. V rámci kraje sousedí na východě s okresem Opava, dále hraničí na jihu s okresem Olomouc a na západě s okresy Šumperk a Jeseník. Na severu je okres vymezen státní hranicí s Polskem.

## Historie
Okres Bruntál vznikl, stejně jako Severomoravský kraj, 1. července 1960. Město Bruntál se stalo navzdory dvoutřetinovému počtu obyvatel a horší spádovosti oproti Krnovu okresním městem. Město Bruntál je jako administrativní centrum okresu lépe položeno. Do okresu Bruntál bylo začleněno vedle západního dílu Opavska též Rýmařovsko, spolu s onou částí Nízkého Jeseníku, která se již hospodářsky začíná obracet k olomoucké části Hané. Takto sestavené území netvořilo ekonomický celek. Umístění okresních orgánů v Bruntále (ve středu nově vytvořeného okresního území) mělo dát možnost účinněji řešit problém dosídlení, rozvoje zemědělství a industrializace, zvláště na Bruntálsku a Rýmařovsku. Argumenty pro okres Bruntál byly, že se sloučí rozsáhlé zemědělské oblasti do jednoho celku, doly na olovo a zinek v Horním Benešově a ve Zlatých Horách budou fungovat pod jednou okresní střechou a pohraniční pásmo bude mít pod Bruntálem jednotnou správu.
Podle administrativního členění z roku 1989 a podle sčítání lidu z roku 2001 by mělo město Bruntál rozlohu 129,25 km² a 20 322 obyvatel, neboť součástí města Bruntálu byly i tyto dnes samostatné obce: Dlouhá Stráň, Mezina, Milotice nad Opavou, Moravský Kočov a Slezský Kočov, Nová Pláň, Nové Heřminovy, Oborná, Staré Město, Valšov.

## Struktura povrchu
K 31. březnu 2005 měl okres celkovou plochu 1 567,07 km², z toho:
- 47,18 % zemědělských pozemků, které z 43,74 % tvoří orná půda (20,64 % rozlohy okresu)
- 52,82 % ostatní pozemky, z toho 84,69 % lesy (44,73 % rozlohy okresu)

## Demografické údaje
Data k 30. červnu 2005:
| Popis          | Celkem | Ženy           | Muži           |
| -------------- | ------ | -------------- | -------------- |
| počet obyvatel | 99 138 | 50 341 50,78 % | 48 797 49,22 % |
| průměrný věk   | 38,3   | 39,8           | 36,8           |

- hustota zalidnění: 63 ob./km²
- 68,72 % obyvatel žije ve městech

### Zaměstnanost
(2003)
| Počet obyvatel se stálým zaměstnáním | 22 308    |
| Průměrný plat                        | 13 610 Kč |
| Nezaměstnaných                       | 9 940     |
| Míra nezaměstnanosti                 | 18,18 %   |

### Školství
(2003)
| Druh školy                     | Počet škol |
| ------------------------------ | ---------- |
| Mateřské školy                 | 60         |
| Základní školy                 | 44         |
| Gymnázia                       | 5          |
| Střední školy průmyslové školy | 9          |
| Střední odborná učiliště       | 7          |
| Vyšší odborné školy            |            |

### Zdravotnictví
(2003)
| Lékaři                          | 361 |
| Nemocnice                       | 3   |
| Specializovaná léčebná zařízení | 6   |
| Zubní lékaři                    | 48  |
| Lékárny                         | 16  |

### Zdroj
- Český statistický úřad

## Doprava

### Silniční
Okresem prochází silnice I. třídy číslo I/11, I/45, I/46 a I/57.
Silnice II. třídy jsou II/370, II/440, II/442, II/445, II/449, II/450, II/451, II/452, II/453, II/457, II/459 a II/460

### Železniční
Okresem prochází hlavní tratě Šumperk–Krnov a Olomouc–Opava, dále vedlejší Valšov–Rýmařov a Milotice nad Opavou – Vrbno pod Pradědem, úzkorozchodná Třemešná ve Slezsku – Osoblaha a málo využívaná Bruntál – Malá Morávka.

## Seznam obcí a jejich částí
Města jsou uvedena tučně, městyse kurzívou, části obcí malince.
Andělská Hora (Pustá Rudná) •
Bílčice (Májůvka) •
Bohušov (Dolní Povelice • Karlov • Ostrá Hora) •
Brantice (Radim) •
Bruntál (Karlovec) •
Břidličná (Albrechtice u Rýmařova • Vajglov) •
Býkov-Láryšov (Býkov • Láryšov) •
Čaková •
Dětřichov nad Bystřicí (Krahulčí) •
Dívčí Hrad •
Dlouhá Stráň •
Dolní Moravice (Horní Moravice • Nová Ves) •
Dvorce (Rejchartice) •
Heřmanovice •
Hlinka •
Holčovice (Dlouhá Ves • Hejnov • Holčovice • Jelení • Komora • Spálené) •
Horní Benešov (Luhy) •
Horní Město (Dobřečov • Horní Město • Rešov • Skály • Stříbrné Hory) •
Horní Životice •
Hošťálkovy (Křížová • Staré Purkartice • Vraclávek) •
Janov •
Jindřichov (Arnultovice) •
Jiříkov (Kněžpole • Křížov • Sovinec • Těchanov) •
Karlova Studánka •
Karlovice (Zadní Ves) •
Krasov •
Krnov (Krásné Loučky • Pod Bezručovým vrchem • Pod Cvilínem) •
Křišťanovice •
Leskovec nad Moravicí (Slezská Harta) •
Lichnov (Dubnice) •
Liptaň (Bučávka • Horní Povelice) •
Lomnice (Tylov) •
Ludvíkov •
Malá Morávka (Karlov pod Pradědem) •
Malá Štáhle •
Město Albrechtice (Burkvíz • Česká Ves • Dlouhá Voda • Hynčice • Linhartovy • Město Albrechtice • Opavice • Piskořov • Valštejn • Žáry)  •
Mezina •
Milotice nad Opavou •
Moravskoslezský Kočov (Moravský Kočov • Slezský Kočov) •
Nová Pláň •
Nové Heřminovy (Kunov) •
Oborná •
Osoblaha •
Petrovice •
Razová •
Roudno (Volárna) •
Rudná pod Pradědem (Nová Rudná • Stará Rudná) •
Rusín (Hrozová • Matějovice) •
Rýmařov (Edrovice • Harrachov • Jamartice • Janovice • Ondřejov • Rýmařov • Stránské)  •
Ryžoviště •
Slezské Pavlovice •
Slezské Rudoltice (Amalín • Koberno • Víno) •
Stará Ves (Žďárský Potok) •
Staré Heřminovy •
Staré Město (Nová Véska) •
Světlá Hora (Dětřichovice • Podlesí • Stará Voda • Suchá Rudná • Světlá) •
Svobodné Heřmanice •
Široká Niva (Pocheň • Skrbovice) •
Třemešná (Damašek • Rudíkovy) •
Tvrdkov (Mirotínek • Ruda) •
Úvalno •
Václavov u Bruntálu (Dolní Václavov • Horní Václavov) •
Valšov •
Velká Štáhle •
Vrbno pod Pradědem (Bílý Potok • Mnichov • Vidly • Železná) •
Vysoká (Bartultovice • Pitárné) •
Zátor (Loučky)

## Změna hranic okresu
Obec převedená od 1. ledna 1996 pod nově vzniklý okres Jeseník v Olomouckém kraji:
- Zlaté Hory

Obce převedené od 1. ledna 2005 pod okres Olomouc v Olomouckém kraji:
- Huzová
- Moravský Beroun
- Norberčany

Obec převedená od 1. ledna 2007 pod okres Opava v Moravskoslezském kraji:
- Sosnová

## Přenesená působnost
V okrese Bruntál jsou tři správní obvody obce s rozšířenou působností (Bruntál, Krnov, Rýmařov) a sedm správních obvodů obce s pověřeným obecním úřadem (Bruntál, Horní Benešov, Krnov, Město Albrechtice, Osoblaha, Rýmařov, Vrbno pod Praděm). SO POÚ Zlaté Hory byl připojen k Olomouckému kraji v roce 1996 a SO POÚ Moravský Beroun byl připojen k Olomouckému kraji v roce 2005.
- Správní obvod obce s rozšířenou působností Bruntál
  - Správní obvod obce s pověřeným obecním úřadem Bruntál
  - Správní obvod obce s pověřeným obecním úřadem Horní Benešov
  - Správní obvod obce s pověřeným obecním úřadem Vrbno pod Pradědem
- Správní obvod obce s rozšířenou působností Krnov
  - Správní obvod obce s pověřeným obecním úřadem Město Albrechtice
  - Správní obvod obce s pověřeným obecním úřadem Krnov
  - Správní obvod obce s pověřeným obecním úřadem Osoblaha
- Správní obvod obce s rozšířenou působností Rýmařov
  - Správní obvod obce s pověřeným obecním úřadem Rýmařov

## Řeky
- Bílá Opava
- Černá Opava
- Střední Opava
- Opava
- Opavice
- Bystřice
- Moravice
- Osoblaha
- Prudník